# Міжпланетне середовище
Міжпланетне середовище — речовина та поля, що заповнюють міжпланетний простір Сонячної системи. 
Основними компонентами міжпланетного середовища є: 
- сонячний вітер;
- міжпланетне магнітне поле;
- космічні промені
- міжпланетний пил;
- нейтральний газ.

Пилова компонента міжпланетного середовища утворює метеорні потоки — рої мікрометеорних тіл, які рухаються навколо Сонця по еліптичних орбітах. Дослідження цієї складової важливе не тільки з точки зору уточнення ступеня мікрометеорної небезпеки для космічних апаратів, а й для з'ясування процесів первинного злипання атомів елементів у макромолекули з наступним утворенням пилинок, які за космогонічними гіпотезами правили за будівельний матеріал для утворення планет.
Міжпланетне середовище має складну структуру, пов'язану з дією силових полів.
У навколосонячний простір під час хромосферних спалахів викидаються потоки іонізованого газу. Сонце — генератор не тільки цього газу — плазми, а й ренгенівського, ультрафіолетового і гамма-випромінювання, сонячної компоненти космічних променів, радіохвиль різних довжин. Міжпланетний простір пронизується також космічними променями.
Міжпланетне середовище істотно впливає на розвиток планет і процеси, що в них відбуваються. За допомогою космічних апаратів люди почали його безпосередні дослідження.